# Kurt Rüegg
Kurt Rüegg (* 19. Oktober 1945 in Schaffhausen) ist ein ehemaliger Schweizer Fussballspieler. Er begann als Junior beim FC Schaffhausen und spielte später für die Grasshoppers und den FC Winterthur. Beim WM-Qualifikationsspiel 1969 gegen Portugal (1:1) spielte er auch in der Schweizer Nationalmannschaft. Er war bis 2010 Sportlehrer am Literargymnasium Rämibühl.